# Dykasteria ds. Biskupów
Dykasteria ds. Biskupów (łac. Dicasterium pro Episcopis) – wchodzi w skład Kurii
Rzymskiej jako aparat administracyjny działający przy
Stolicy Apostolskiej, która rekomenduje nowych biskupów i przedstawia nominacje do zatwierdzenia Papieżowi. Do zadań dykasterii należy ustanawianie, dzielenie i łączenie diecezji. Przyjmuje także raporty ordynariuszy z pracy i problemów diecezji oraz organizuje ich wizyty ad limina apostolorum (czyli do Watykanu), wymagane co 5 lat wobec biskupów wszystkich krajów.

## Obecny zarząd Dykasterii
- Prefekt: wakat
- Sekretarz: abp Ilson de Jesus Montanari (od 12 X 2013)
- Podsekretarz: ks. Ivan Kovač (od 29 VI 2023)

## Historia
Dykasteria ds. Biskupów jest w prostej linii sukcesorką Świętej Kongregacji Konsystorialnej, aczkolwiek do pontyfikatu Piusa X sprawami dotyczącymi biskupów zajmowało się jeszcze kilka innych kongregacji:
- Kongregacja ds. Biskupów i Zakonników (1572/94–1908)
- Kongregacja ds. Egzaminowania Biskupów (1592–1903)
- Kongregacja ds. Rezydencji Biskupów (1634–1908)
- Kongregacja ds. Soboru Trydenckiego (od 1564, sprawy dotyczące biskupów wyłączono spod jej kompetencji w 1908)

Święta Kongregacja Konsystorialna, której pełna nazwa brzmiała Święta Kongregacja ds. Erygowania Diecezji oraz Prowizji Konsystorialnych, została utworzona 22 stycznia 1588 bullą Immensa aeterni Dei przez papieża Sykstusa V. Do jej kompetencji należało podejmowanie decyzji w sprawach rozstrzyganych dotąd obligatoryjnie na konsystorzach, takich jak np. tworzenie nowych diecezji, zmienianie granic dotychczasowych, mianowanie biskupów i nadawanie innych beneficjów konsystorialnych. W jej skład wchodziło przeciętnie kilkunastu kardynałów, nadto niektórzy arcybiskupi, biskupi i niżsi rangą prałaci.
W 1908 papież Pius X skupił w rękach Kongregacji Konsystorialnej wszystkie sprawy dotyczące biskupów. W 1967 papież Paweł VI zmienił jej nazwę na „Kongregacja ds. Biskupów”; zmiana ta weszła w życie 1 stycznia 1968. Natomiast papież Jan Paweł II w konstytucji apostolskiej Pastor bonus z 1988 potwierdził zakres jej kompetencji. 5 czerwca 2022 na mocy konstytucji apostolskiej Praedicate evangelium, papież Franciszek przekształcił jej nazwę na „Dykasteria ds. Biskupów”.

## Dotychczasowy zarząd Dykasterii

### Kongregacja Konsystorialna
Obradom Kongregacji przewodniczył początkowo jej dziekan, czyli najstarszy rangą kardynał będący jej członkiem, a pod jego nieobecność funkcję tę automatycznie przejmował kardynał zajmujący kolejne miejsce w porządku starszeństwa. Nie ma dowodu, by w ramach jej struktur formalnie funkcjonował na stałe urząd kardynała prefekta, tak jak we współczesnych kongregacjach, choć za pontyfikatu Grzegorza XV i Urbana VIII kardynał Domenico Ginnasi był tytułowany jako prefekt Kongregacji Konsystorialnej, a za Klemensa VIII funkcję tę pełnił Innico d’Avalos d’Aragona. W 1721 papież Innocenty XIII postanowił, że funkcja prefekta tej kongregacji będzie zarezerwowana dla samego papieża. Taki stan utrzymał się aż do pontyfikatu Pawła VI, jednak od 1908 jeden z kardynałów pełnił urząd sekretarza Kongregacji i w tym charakterze kierował jej bieżącymi pracami. Wcześniej sekretarzem Kongregacji Konsystorialnej był każdorazowy sekretarz Świętego Kolegium Kardynałów.

### Prefekci
- 1592–1600: kard. Innico d’Avalos d’Aragona
- 1621–1639: kard. Domenico Ginnasi
- 1721–1724: Innocenty XIII
- 1724–1730: Benedykt XIII
- 1730–1740: Klemens XII
- 1740–1758: Benedykt XIV
- 1758–1769: Klemens XIII
- 1769–1774: Klemens XIV
- 1775–1799: Pius VI
- 1800–1823: Pius VII
- 1823–1829: Leon XII
- 1829–1830: Pius VIII
- 1831–1846: Grzegorz XVI
- 1846–1878: Pius IX
- 1878–1903: Leon XIII
- 1903–1914: Pius X
- 1914–1922: Benedykt XV
- 1922–1939: Pius XI
- 1939–1958: Pius XII
- 1958–1963: Jan XXIII
- 1963–1967: Paweł VI

### Prefekci Kongregacji ds. Biskupów (1968–2022)
- 1968–1973: kard. Carlo Confalonieri
- 1973–1984: kard. Sebastiano Baggio
- 1984–1998: kard. Bernardin Gantin
- 1998–2000: kard. Lucas Moreira Neves OP
- 2000–2010: kard. Giovanni Battista Re
- 2010–2022: kard. Marc Ouellet PSS

### Prefekci Dykasterii ds. Biskupów (od 2022)
- 2022–2023: kard. Marc Ouellet PSS
- 2023–2025: kard. Robert Prevost OSA

### Sekretarze
- 1624–1629: bp Alessandro Bosco
- 1850–1875: kard. Ruggero Luigi Emidio Antici Mattei
- 1877–1879: kard. Angelo Bianchi
- 1882–1886: kard. Carmine Gori-Merosi
- 1892–1899: kard. Carlo Nocella
- 1908–1928: kard. Gaetano de Lai
- 1928–1930: kard. Carlo Perosi
  - pro-sekretarz (1928)
- 1930–1948: kard. Raffaele Carlo Rossi OCD
- 1948–1957: kard. Adeodato Giovanni Piazza OCD
- 1957–1961: kard. Marcello Mimmi
- 1961–1966: kard. Carlo Confalonieri
- 1967–1979: kard. Ernesto Civardi
- 1979–1987: kard. Lucas Moreira Neves OP
- 1987–1989: kard. Giovanni Battista Re
- 1989–1994: kard. Justin Francis Rigali
- 1994–1998: kard. Jorge María Mejía
- 1998–2009: kard. Francesco Monterisi
- 2009–2012: kard. Manuel Monteiro de Castro
- 2012–2013: kard. Lorenzo Baldisseri
- od 2013: abp Ilson de Jesus Montanari

### Podsekretarze
- 1910–1919: bp Paul-Gaston Laperrine d'Hautpoul
- 1923–1930: kard. Raffaele Carlo Rossi OCD
- 1961–1967: kard. Francesco Carpino
- 1965–1967: kard. Ernesto Civardi
- 1967–1979: ks. Goffredo Mariani
- 1974–1979: kard. Jozef Tomko
- 1979–1990: abp Marcello Costalunga
- 1990–1993: bp Silvio Padoin
- 1993–2011: ks. Giovanni Maria Rossi
- 2010–2012: bp Serge Poitras
  - podsekretarz pomocniczy
- 2012–2023: ks. inf. Udo Breitbach
- od 2023: ks. Ivan Kovač